# DB Otmm 70
| Baureihe DB: Otmm 70 *UIC: Eds 090 **UIC: Fcs 090 | Baureihe DB: Otmm 70 *UIC: Eds 090 **UIC: Fcs 090 |
| ------------------------------------------------- | ------------------------------------------------- |
| Wagenart:                                         | Offener Güterwagen, Sonderbauart                  |
| Baujahr:                                          | (1961) 1962–1971                                  |
| Bauart:                                           | offener Selbstentladewagen                        |
| LüP:                                              | 9.640 mm                                          |
| Achsstand:                                        | 6.000 mm                                          |
| Ladegewicht:                                      | 28 Tonnen                                         |

Der Otmm 70 (ab 1964: Eds 090, ab 1980 Fcs 090) ist ein zweiachsiger Selbstentladewagen von DB Cargo. Dieser zweiachsige offene Güterwagen wird zum Transport von nässeunempfindlichen Schüttgütern eingesetzt und ist mit hochliegender, dosierbarer und beidseitiger Schwerkraftentleerung der meistgebaute Selbstentladewagen der DB.

## Allgemeines
Diese Güterwagen sind geeignet zur Beförderung von rieselfähigen, nässe-unempfindlichem Ladegut wie Oberboden, Sand, Kies, Erz oder Kohle. Die regelbare Entleerung mit festen Auslaufrutschen ermöglicht die Beschickung von Förderbändern. Die klappbaren Auslaufrutschen gestatten den Einsatz der Wagen für die Bunkerentladung. Gegenüber früheren Selbstentladewagen ermöglicht das größere Ladevolumen dieser Bauart eine bessere Ausnutzung der Lastgrenze auch bei Ladegütern mit geringem Schüttgewicht. Die ersten Wagen dieser Bauart waren für eine Geschwindigkeit von 65 km/h zugelassen, erst die Wagen ab Baujahr 1971 erhielten die Zulassung für eine Geschwindigkeit von 100 km/h. Diese Güterwagen trugen bis 1964 das Gattungszeichen „Otmm“ und die Bauartnummern 70. Als 1964 von der UIC die international vereinheitlichen Güterwagen-Gattungszeichen eingeführt wurden, erhielten diese Wagen den Gattungsbuchstaben „E“ für offene Wagen in Regelbauart. Da später die Definition von Regelbauart besser umschrieben wurde, fiel der Wagen – unter anderem, weil er als Selbstentladewagen keinen flachen Wagenboden hatte – nun unter die „offene[n] Wagen, Sonderbauart“ und erhielt den Gattungsbuchstaben „F“. Das „c“ steht für: mit dosierbarer Schwerkraftentladung, hochliegend (> 700 mm), wahlweise zweiseitig (=nicht mittig). Das „s“ für: zugelassen für Züge bis 100 km/h. Hierbei ist anzumerken, dass die Wagen einen Doppelstern neben dem Lastgrenzenraster aufweisen. Wenn diese Anschrift vorhanden ist, dürften sie mit 120 km/h verkehren. Denn dann sind sie lauftechnisch, nicht aber bremstechnisch für 120 km/h ausgelegt.
Der erste Wagen wurde 1961 im AW Paderborn hergestellt, die Serienfertigung erfolgte dann ab 1962 im AW Kaiserslautern und AW Weiden. Dabei wurden anfänglich noch Profile von zerlegten Omm 37 verwendet.
Die letzten 376 Wagen, die 1971 ausgeliefert wurden, erhielten ab Werk einen G-P-Wechsel für die Bremse eingebaut. Dies ließ eine Höchstgeschwindigkeit von 100 km/h zu. Dies führte dazu, dass diese Wagen als Fcs 090 bezeichnet werden konnten. Dazu wurden weitere 250 Fc 090 nachträglich mit einem G-P-Wechsel versehen und wurden auf diesem Weg auch zu Fcs 090.
Die Wagen entsprachen mit 40 m³ Rauminhalt den UIC-Vorgaben für Fc(s), weshalb ein Teil der Wagen auch in den Europ-Pool eingebracht worden war und somit in der Wagennummer als Austauschcode 01 und die RIV-EUROP Anschrift hatte.
Im Jahr 1991 begann man mit der Herrichtung der Fc 090 für den Weiterbetrieb. Sie wurden für eine Höchstgeschwindigkeit von 100 km/h ertüchtigt, was unter anderem der Einbau eines G-P-Wechsels erforderlich machte. Dieser Umbau wurde vom Raw Zwickau durchgeführt und hatte eine Umzeichnung zum Fcs 092 zur Folge. Mindestens 3904 Wagen wurden zu Fcs 092 umgebaut.

## Laufwerk und Untergestell
Die Selbstentladewagen sind ausgerüstet mit Radsätzen Bauart 88, UIC-Rollennachlagern, achtlagigen Blatttragfedern 120 mm und Doppelschakengehänge. Die Untergestelle sind aus Walzprofilen geschweißt und mit Ringfeder-Hülsenpuffern mit 350 Kilonewton (kN) Endkraft ausgestattet.

## Wagenaufbau

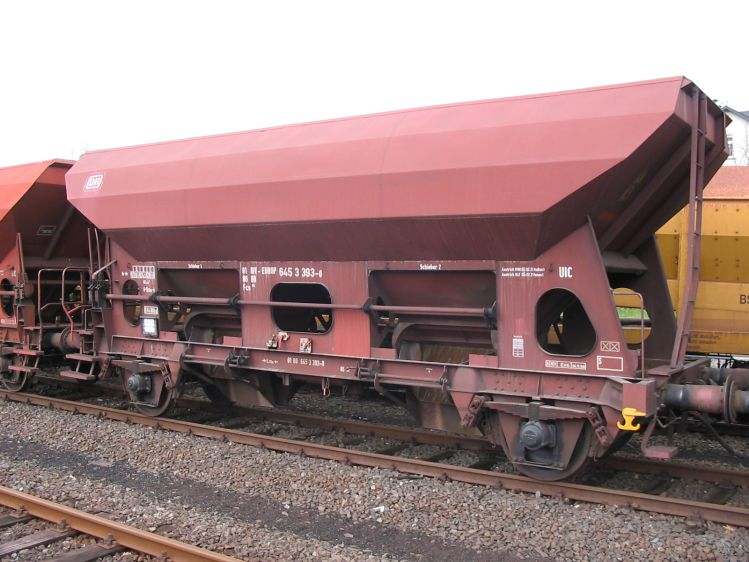
Selbstentladewagen Fcs^{090}

Der Wagenaufbau besteht aus St 52 mit Kupferzusatz und ist in geschweißter Bauart hergestellt. In jeder Seitenwand sind zwei Wölbschieber (Verschlussschieber) untergebracht, die durch einen gesonderten Handhebel geöffnet und geschlossen werden können. Durch eine Klinkensperre können Schieberöffnungen bis 200 mm in Abstufungen von 25 mm und eine volle Schieberöffnung von 500 mm eingestellt werden. Die Gleitbodenunterkästen liegen bei leerem Wagen 720 mm über der Schienenoberkante und sind 640 mm von der Wagenmitte entfernt. Die Unterkanten der ausgeschwenkten Gleitbodenverlängerung haben bei leerem Wagen einen Abstand von 385 mm über der Schienenoberkante und sind 1.000 mm von der Wagenmitte entfernt. Der Wagen hat ein Fassungsvermögen von 40 m³, eine Tragfähigkeit von 28 Tonnen ohne Handbremse und 27,5 Tonnen mit Handbremse.

## Bremse
Die Wagen verfügen über eine Druckluftbremse, Bauart Knorr mit Einheitswirkung für Güterzüge (KE-G), ab 1971 wurde diese mit einem G-P-Wechsel ergänzt. Das Bremsgestänge ist mit einem Bremsgestängesteller DRV2 ausgerüstet, bei einem Teil der Wagen gibt es eine Handspindelbremse am offenen Bremserstand.

## Verbleib
Zwischen 1978 und 79 wurden 1500 Stück zu Tdgs-z 932 umgebaut. Mindestens 3904 Stück wurden ab 1991 zu Fcs 092 umgebaut. Zur DB AG kamen 1994 noch 8583 Fc(s) 090, 492 Stück waren Fcs und 8091 Stück Fc. Die letzten Wagen – 20 Fc und 5 Fcs – wurden 2007 ausgemustert. Die zu Tdgs-z  umgebauten Wagen waren 2014 noch mehrheitlich im Betrieb, wenn auch nicht mehr alle in der ursprünglichen Bezeichnung. Von den zu Fcs 092 umgebauten Wagen sind Mitte 2012 noch 786 als Fcs-x 092 und 2630 als Fcs 092 im Betrieb.